# Дарби, Стивен
Сти́вен Да́рби (англ. Stephen Darby; 6 октября 1988, Ливерпуль) — английский футболист, защитник.

## Карьера
Выступающий на позиции правого защитника Стивен был капитаном молодёжной команды «Ливерпуля» в розыгрыше Юношеского Кубка Англии в 2006 году. 5 декабря 2006 года он появился в заявке на матч против «Галатасарая», который состоялся в рамках группового этапа Лиги чемпионов. Два года спустя, в декабре 2008 года, Стивен дебютировал в матче за «Ливерпуль» в последней игре группового этапа Лиги чемпионов против ПСВ. По окончании сезона 2011/12 Дарби был отпущен «Ливерпулем». Через два дня игрок подписал контракт с командой четвертой лиги Англии «Брэдфорд Сити».
18 сентября 2018 года Дарби завершил футбольную карьеру после того, как у него был диагностирован боковой амиотрофический склероз (БАС).

## Личная жизнь
Женат на Стефани Хотон, капитане женской сборной Англии и футбольного клуба «Манчестер Сити». Они обвенчались 21 июня 2018 года..
Дарби создал фонд Darby Rimmer MND для финансирования поддержки семей, пострадавших от БАС. В июле 2019 года клубы «Брэдфорд Сити» и «Ливерпуль» организовали выставочный матч, а все средства с продажи билетов были направлены в фонд футболиста. На игре присутствовало более 24 тысяч болельщиков.

## Достижения
- Юношеский Кубок Англии (2): 2006, 2007